# باتريك بيتر
باتريك بيتر (بالإنجليزية: Patrick Angus)‏ هو رسام أمريكي، ولد في 3 ديسمبر 1953، وتوفي في 13 مايو 1992 في نيويورك في الولايات المتحدة.

## وصلات خارجية
- الموقع الرسمي